# Феофан Феофилактович
Феофан Феофилактович — протопоп, настоятель Благовещенского собора Московского кремля, духовник (1693-1700) царей Ивана V и Петра I Алексеевичей.

## Биография
Впервые упомянут в 1675 году в переписной книге Переславля-Залесского: "в церкви во имя четыредесят мучеников... во дворе поп Феофан Феофилактов. у него дети Анофрей 22 лет, Федотка 18 лет, Алёшка 12 лет. Пронка 9 лет, Ивашко 5 лет". Его отец в 1677 году стал протопопом Преображенского собора в Переславле-Залесском. Вполне вероятно, что перевод в Москву был связан с Петром I, который бывал часто в городе, где строили флот и слушал литургию в Спасском соборе.
Последний царский духовник из настоятелей Благовещенского собора в XVII веке, впервые стал именоваться в некоторых дворцовых документах протопресвитером.  От него сохранились исповедание веры и клятвенное обещание, данное им 13 апреля 1693 года, в ответ на поучение патриарха Андриана, произнесённое при постановлении его в протопопы. В этом обещании Фёофан, выражая страх к принятию высокого сана протопресвитора, при его не достоинстве, в то же время высказывает надежду на Бога и на первосвятительское благословение патриарха и преклоняя свою волю перед его волею, просит своими молитвами быть ходатаем за него пред Богом. Затем, произнеся символ веры, даёт обещание исполнять каноны Святых апостолов, вселенских и поместных соборов, особенно заботиться о мире церкви, признавать и твёрдо держаться соборов, бывших при патриархе Никоне и Иосифе II. Относительно исправления богослужебных книг, не принимать старинных обычаев в церковных преданиях и чинах, особенно от латинян и охранять предания и чины. Далее он выражает веру в пресуществление святого таинства в литургии через призыв архиепископский или иерейский, обещает оказывать полное повиновение патриарху Андриану и его приемникам и ничего без его благославление в церкви Божией не вводить, не святая церковь и на архиерейское и священническое достоинство царского сердца в гневе на подвизать, к мзде рук не простирать, с царём ни о ком слова неправедно не говорить, в мирские дела, неприличные священствующим, не входить и вообще ничего не делать по лицемерию, а везде действовать по правде, о нищих и обиженных заботиться. В случае же не исполнения обета, по первом и втором покорении отеческом, обязан признать себя достойным отлучения от церкви, как мытарь и язычник, о чём грамоту в письменном виде вручил патриарху.
Можно предположить, что по своему содержанию клятвенные обещания, данное протопопом Феофаном, стали требоваться от царских духовников со времени патриарха Иоакима, при котором происходили религиозные волнения по поводу вопроса о пресуществлении Святых Даров и о значении соборного определения касательно исправления богослужебных книг и возникшего по этому поводу раскола. Вероятно, что патриарх Иоаким пожелал поставить царских духовников в зависимое от себя положение, в виду истории с влиятельным царским духовником — Андреем Савиновичем Постником.
После смерти царя Ивана V Алексеевича (ум. 1696) — Феофан Феофилактович остался лишь номинальным царским духовником, так как царь Пётр I Алексеевич имел своего особого духовника из священников Верхоспасского собора, а с 1696 года его духовником являлся протопоп Архангельского собора — Пётр Васильевич.
В 1697 году умерла его жена — Анна, о чём свидетельствует надпись на памятной плите в стене Вознесенского собора Московского кремля: "Лета 7205 (1697) января в 5 день представилась раба божия Благовещенского собора протопресвитора великого государя духовника Феофана Феофилаттовича супруга его Анна, а тезоимство ея февраля в 10 день". Чтя память своего отца, он на свои средства в 1696-1698 годах построил, вместо деревянной, каменную Казанскую церковь в дворцовом селе Старая слобода близ города Александров, о чём и гласила надпись на западной стороне храма: "Лета 7204 (1696) августа в 10 день начал сию святую каменную церковь созидати во имя пресвятые Богородицы Казанские да в пределе святого Иоанна Предтечи Благовещенского собора что у Великого Государя на сенях протопресвитор Великого Государя духовник Феофан Феофилактович и совершися сия святая церковь 7206 (1698) года мая в 4 день". Старую деревянную церковь строил и украшал иконами его отец Феофилакт Григорьевич, где и служил до 1675 года.
В конце 1700 года или в начале 1701 года Феофан Феофилактович принял монашеский постриг и именем Алексий.
Умер до 1703 года. 
Его сын Федот Феофанович известный иконописец, выполнял работы по заказу: Марфы Матвеевной Апраксиной, бояр Головиных, князей Волконских и других. Сейчас его иконы хранятся в Третьяковской галерее, Русском музее, Эрмитаже, Переслав-Залесском историко-художественном музее заповеднике, Дмитровском историко-художественном музее, частных коллекциях.